# Denis Wolotka
Denis Wladimirowitsch Wolotka  (russisch Денис Владимирович Волотка; englisch Denis Volotka; * 10. Oktober 1985 in Borowoje, Oblast Koktschetaw, Kasachische SSR, Sowjetunion) ist ein kasachischer Skilangläufer.

## Werdegang
Bis 2010 nahm Wolotka an FIS-Rennen und am Eastern-Europe-Cup teil, dem er 2008 auf dem fünften Platz in der Gesamtwertung beendete. Sein erstes Weltcuprennen hatte er im Januar 2010 in Rybinsk. Im Sprintwettbewerb erreichte er den 25. Platz und holte damit seine ersten Weltcuppunkte. Bei den nordischen Skiweltmeisterschaften 2011 in Oslo erreichte er den sechsten Platz im Teamsprint. Im Dezember 2011 holte er mit dem zehnten Platz in Davos im Sprint sein bestes Weltcupergebnis. Bei den kasachischen Skilanglaufmeisterschaften 2012 in Almaty gewann er Bronze im Sprint. In der Saison 2012/13 konnte er im Teamsprint zusammen mit Nikolai Tschebotko das Weltcuprennen von Québec gewinnen. Sein bestes Ergebnis bei den nordischen Skiweltmeisterschaften 2013 im Val di Fiemme war der 50. Platz im Sprint. Bei den Olympischen Winterspielen 2014 in Sotschi erreichte er den 58. Platz im Sprint und den 13. Platz mit der Staffel. Im Februar 2015 kam er bei den nordischen Skiweltmeisterschaften in Falun auf den 71. Platz über 15 km Freistil und den 52. Rang im Sprint. Bei den nordischen Skiweltmeisterschaften 2017 in Lahti belegte er den 41. Platz über 15 km klassisch, den 40. Rang im Sprint und den neunten Platz mit der Staffel. Seine besten Platzierungen bei den Olympischen Winterspielen 2018 in Pyeongchang waren der 51. Platz im Sprint und der achte Rang mit der Staffel.
Im folgenden Jahr belegte Wolotka bei den Nordischen Skiweltmeisterschaften in Seefeld in Tirol den 51. Platz über 15 km klassisch, den 45. Rang im Sprint, den 15. Platz zusammen mit Nikolai Tschebotko im Teamsprint und den siebten Rang mit der Staffel. Im März 2019 wurde er in Schtschutschinsk kasachischer Meister im Sprint.

## Teilnahmen an Weltmeisterschaften und Olympischen Winterspielen

### Olympische Spiele
- 2014 Sotschi: 13. Platz Staffel, 58. Platz Sprint Freistil
- 2018 Pyeongchang: 8. Platz Staffel, 15. Platz Teamsprint Freistil, 51. Platz Sprint klassisch, 64. Platz 15 km Freistil

### Nordische Skiweltmeisterschaften
- 2011 Oslo: 6. Platz Teamsprint klassisch
- 2013 Val di Fiemme: 50. Platz Sprint klassisch, 62. Platz 15 km Freistil
- 2015 Falun: 52. Platz Sprint klassisch, 71. Platz 15 km Freistil
- 2017 Lahti: 9. Platz Staffel, 40. Platz Sprint Freistil, 41. Platz 15 km klassisch
- 2019 Seefeld in Tirol: 7. Platz Staffel, 15. Platz Teamsprint klassisch, 45. Platz Sprint Freistil, 51. Platz 15 km klassisch

## Erf0lge

### Weltcupsiege im Team
| Nr. | Datum            | Ort    | Disziplin             |
| --- | ---------------- | ------ | --------------------- |
| 1.  | 7. Dezember 2012 | Québec | Teamsprint Freistil 1 |

### Siege bei Continental-Cup-Rennen
| Nr. | Datum             | Ort    | Disziplin                   | Serie              |
| --- | ----------------- | ------ | --------------------------- | ------------------ |
| 1.  | 21. Dezember 2022 | Almaty | Sprint Freistil             | Eastern-Europe-Cup |
| 2.  | 25. Dezember 2022 | Almaty | 20 km klassisch Massenstart | Eastern-Europe-Cup |

## Platzierungen im Weltcup

### Weltcup-Statistik
Die Tabelle zeigt die erreichten Platzierungen im Einzelnen.
- 1.–3. Platz: Anzahl der Podiumsplatzierungen
- Top 10: Anzahl der Platzierungen unter den ersten zehn
- Punkteränge: Anzahl der Platzierungen innerhalb der Punkteränge
- Starts: Anzahl gelaufener Rennen in der jeweiligen Disziplin
- Hinweis: Bei den Distanzrennen erfolgt die Einordnung gemäß FIS.

| Platzierung               | Distanzrennen a | Distanzrennen a | Distanzrennen a | Distanzrennen a | Distanzrennen a | Skiathlon Verfolgung | Sprint | Etappen- rennen b | Gesamt | Team c | Team c  |
| Platzierung               | ≤ 5 km          | ≤ 10 km         | ≤ 15 km         | ≤ 30 km         | > 30 km         | Skiathlon Verfolgung | Sprint | Etappen- rennen b | Gesamt | Sprint | Staffel |
| ------------------------- | --------------- | --------------- | --------------- | --------------- | --------------- | -------------------- | ------ | ----------------- | ------ | ------ | ------- |
| 1. Platz                  |                 |                 |                 |                 |                 |                      |        |                   |        | 1      |         |
| 2. Platz                  |                 |                 |                 |                 |                 |                      |        |                   |        |        |         |
| 3. Platz                  |                 |                 |                 |                 |                 |                      |        |                   |        |        |         |
| Top 10                    |                 |                 |                 |                 |                 |                      | 1      |                   | 1      | 3      | 1       |
| Punkteränge               |                 |                 |                 |                 |                 | 1                    | 6      |                   | 7      | 6      | 7       |
| Starts                    |                 | 8               | 22              | 1               |                 | 10                   | 51     | 8                 | 100    | 6      | 7       |
| Stand: Saisonende 2022/23 |                 |                 |                 |                 |                 |                      |        |                   |        |        |         |

### Weltcup-Gesamtplatzierungen
| Saison  | Gesamt | Gesamt | Distanz | Distanz | Sprint | Sprint |
| Saison  | Punkte | Platz  | Punkte  | Platz   | Punkte | Platz  |
| ------- | ------ | ------ | ------- | ------- | ------ | ------ |
| 2009/10 | 19     | 134.   | 13      | 95.     | 6      | 100.   |
| 2010/11 | -      | -      | -       | -       | -      | -      |
| 2011/12 | 26     | 117.   | -       | -       | 26     | 66.    |
| 2012/13 | 6      | 152.   | -       | -       | 6      | 94.    |
| 2013/14 | 19     | 125.   | -       | -       | 19     | 67.    |
| 2019/20 | 11     | 126.   | -       | -       | 6      | 77.    |